# Isoglosse centum-satem

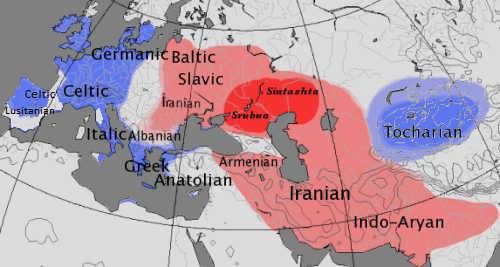
Carte diachronique montrant les zones « centum » (bleu) et « satem » (rouge). L'origine supposée de la satemisation est indiquée par un rouge plus intense (cultures d'Abachevo, d'Andronovo ou de Srubna).

La distinction centum-satem est une isoglosse des langues indo-européennes, caractérisant l'évolution des trois séries de consonnes dorsales vélaires de l'indo-européen commun : *k, *g, *gʰ (vélaires simples), *kʷ, *gʷ, *gʷʰ (labio-vélaires) et *ḱ, *ǵ, *ǵʰ (palato-vélaires). Le nom de cette distinction vient de la façon de dire « cent » dans des langues représentatives de chacun des deux groupes : le latin « centum » (prononcé kennetoume ['ken.tum]) et l'avestique « satəm ».

## Distinctions
Dans les langues satem, les labio-vélaires se sont confondues avec les vélaires, et les palato-vélaires ont subi une assibilation. Ce sont les langues indo-iraniennes, l'arménien, les langues balto-slaves et très vraisemblablement la branche daco-thrace des langues thraco-illyriennes — ou langues paléo-balkaniques. Le proto-albanais n'aurait pas complètement mêlé les labio-vélaires et les vélaires.
Dans les langues centum, les palato-vélaires se sont confondues avec les vélaires, et les labio-vélaires ont généralement subsisté. Ce sont les langues italiques (dont probablement le vénète), celtiques, germaniques et helléniques. Les langues tokhariennes, qui mêlent les trois séries en des vélaires simples, sont généralement aussi considérées comme centum du fait de l'absence d'assibilation. Le hittite aurait été centum, mais on ne dispose pas d'informations suffisantes quant aux autres langues anatoliennes.
La distinction entre langues satəm et centum est illustrée généralement avec le mot pour « cent » (100), *ḱm̥tóm en indo-européen, qui devient satəm en avestique (d'où le nom de la subdivision), śatám en sanskrit, šim̃tas en lituanien, sto en russe, sǔto en vieux-slave etc. À comparer avec centum en latin (prononcé kentum), taihuntehund en gotique, hundred en anglais (dans ces langues, le /h/ provenant d'un *k, selon la loi de Grimm), ἑκατόν / hekatón en grec ancien, känt et kante en tokharien A et B, cét en vieil irlandais, kant en breton, cant en gallois etc.

## Origines de la modification phonétique
Les langues baltes, slaves et indo-iraniennes ont palatalisé à une date très ancienne les occlusives du type [k].
Au XIXe siècle, on considérait parfois que cette isoglosse représentait une division primaire est-ouest des langues indo-européennes. Cependant, dès Karl Brugmann et Johannes Schmidt, on l'a vu comme un trait aréal en raison du caractère incomplet de la satemisation dans les marges occidentales et orientales de la zone satem. Ainsi, dans les langues baltes, les labio-vélaires ont parfois subsisté : en lituanien, ungurys (« anguille ») < *angʷi-, ou dygus (« pointu ») < *dʰeigʷ-. De même, il y a quelques exemples similaires dans des textes indo-iraniens post-rigvediques : guru « lourd » < *gʷer-, kulam « troupeau » < *kʷel-; kuru « faire » < *kʷer-.
La découverte des langues tokhariennes, puis le déchiffrement du hittite (1917), les deux étant centum, bien qu'il s'agisse des langues indo-européennes les plus anciennes et initialement les plus orientales, a définitivement validé la thèse aréale et a permis de situer l'origine de l'innovation satem au nord de la mer Caspienne.
On sait que le hittite et les autres langues anatoliennes se sont détachés du tronc commun indo-européen avant que n'apparaissent les tendances à la palatalisation.
Cette isoglosse rassemble des langues qui n'ont pas de rapports particuliers par ailleurs (germanique et arménien), et elle sépare les langues iraniennes et indiennes. Les linguistes ont donc conclu que cette innovation a pu se produire de manière indépendante sans contact ou influence d'une langue à l'autre.
Pour Rasmus G. Bjørn de l'Institut Max-Planck d'histoire des sciences, il s'agit probablement d'une isoglosse indo-arménienne affectant des branches encore contiguës vers 2500 av. J.-C.